# 大槻ケンヂとタマゴのキミっ
大槻ケンヂとタマゴのキミっ（おおつきけんぢとたまごのきみっ）は、1997年4月から1998年9月にかけて、TBSラジオ他民放AMラジオ23局ネットで放送されたラジオ番組。略称はタマキミ。番組はナムコの一社提供。
東京・二子玉川にあるテーマパーク「ナムコ・ワンダーエッグⅡ」に設置されたサテライトスタジオ「WE2ステーション」で公開録音の形を取っていた。放送時間は各局によって違い、TBSラジオでは毎週土曜日の深夜1時半から放送されていた。
内容は、主に大槻ケンヂの近況やマイブームに関する考察を述べることが多く、また林あさ美の趣味などを語るフリートーク。その他、番組の特徴として、番組で発表されるキーワードをナムコワンダーエッグの入場ゲートで言うと、入場料が半額、もしくは無料になるサービスも行っていた。

## パーソナリティ
- 大槻ケンヂ
- 林あさ美

## 東海地区でのネット局について
- 東海地区では、NRN単独加盟局の東海ラジオ放送のネットだった（ラジオはアメリカンと同じナムコ枠であったため）。なお、同じ大槻ケンヂの出演しているラジオ番組であった大槻ケンヂのセニョール!セニョリータ!、大槻ケンヂのオールナイトニッポン、デーモン・オーケンのラジオ巌流島など（いずれもニッポン放送制作）は逆にJRN単独加盟局のCBCラジオ（当時は中部日本放送）のネットだった（後にCBCラジオは大槻ケンヂのタングショーを自社制作）。なお、当番組は非ネットワーク番組（番組販売による各局の任意購入）のため、JRN単独加盟局やNRN単独加盟局でも放送されていた。

| TBSラジオ 毎週土曜日 25:30 - 26:00 枠 | TBSラジオ 毎週土曜日 25:30 - 26:00 枠 | TBSラジオ 毎週土曜日 25:30 - 26:00 枠 |
| 前番組                                | 番組名                                | 次番組                                |
| ------------------------------------- | ------------------------------------- | ------------------------------------- |
| WE2 タマゴの…キミ                     | 大槻ケンヂとタマゴのキミっ            | 大橋照子のラジオはカプチーノ          |